# Mark López
Mark López, född den 25 april 1982 i Houston, är en amerikansk taekwondoutövare.
Han tog OS-silver i fjäderviktsklassen i samband med de olympiska taekwondo-turneringarna 2008 i Peking.